# Tête de pont pour huit implacables
Pour plus de détails, voir Fiche technique et Distribution.
Tête de pont pour huit implacables (Testa di sbarco per otto implacabili) est un film franco-italien d'Alfonso Brescia sorti en 1968.

## Synopsis
Un commando de parachutistes américains est envoyé en Normandie avant le jour J. Une fois en territoire ennemi, l'équipe rejoint un agent de pénétration qui leur permet de prendre un lance-flammes allemand qui menacerait Omaha Beach.

## Fiche technique
- Titre : Tête de pont pour huit implacables
- Titre original : Testa di sbarco per otto implacabili
- Titre anglais : Hell in Normandy
- Réalisation : Alfonso Brescia
- Assistant réalisateur : Alain Lavalle
- Scénario : Maurice De Vries et Enzo Gicca
- Direction artistique : Directeur artistique
- Décors : Chef décorateur
- Costumes : Costumier
- Photographie : Fausto Rossi
- Son : Ingénieur du son
- Montage : Renato Cinquini
- Musique : Giorgio Fabor et Italo Fischetti
- Sociétés de production : Alcinter, Rhodes International
- Pays d'origine :  Italie,  France
- Langue : Français
- Format : couleurs, 35 mm (Cromoscope), son
- Genre : Drame et guerre
- Durée : 90 minutes
- Dates de sortie :
  - Italie : 13 août 1968
  - France : 7 mai 1969

## Distribution
- Guy Madison : Capitaine Jack Murphy
- Peter Lee Lawrence : Lieutenant Strobel
- Erika Blanc : Denise
- Philippe Hersent : Professeur Aubernet
- Massimo Carocci : Capitaine Ryan
- George F. Salvage
- Pierre Richard (homonyme à ne pas confondre avec l'acteur né en 1934) : Sergent Doss
- Tony Norton
- Max Turilli : Feldwebel Siedler
- Giuseppe Castellano
- Renato Pinciroli : le père de Denise
- Luciano Lorcas
- Paolo Magalotti
- Guido Di Salvo
- Gianni Pulone
- Ivan Scratuglia : l'officier de marine
- Giuseppe Terranova
- Sergio Testori